# Austrolopa brunensis
Austrolopa brunensis är en insektsart som beskrevs av Evans 1936. Austrolopa brunensis ingår i släktet Austrolopa och familjen dvärgstritar. Inga underarter finns listade i Catalogue of Life.